# 佩尔韦
佩尔韦（法語：Perwez，法語發音：[pɛʁwe]，荷蘭語發音：[pɛrˈʋɛi̯s] ⓘ）是比利时瓦隆大区瓦隆布拉班特省的一个市镇，南与那慕爾省接壤，通行法语，是比利时法语社群的一部分，面积50.81平方千米，人口9,291人（2018年1月1日）。

## 友好城市
- 法國 凯瑟斯贝格-维尼奥布勒